# Giovanni I (margravio di Brandeburgo)
Giovanni I di Brandeburgo (1213 – 4 aprile 1266), fu margravio di Brandeburgo dal 1220 (o dal 1231 insieme al fratello Ottone III il Pio. Apparteneva alla dinastia degli Ascanidi. Sua figlia, Agnese di Brandeburgo, fu regina consorte di Danimarca.
Il governo di Giovanni e di suo fratello fu caratterizzato dall'espansione della Marca di Brandeburgo. Essi annetterono Teltow, Barnim, l'Uckermark, la signoria di Stargard, la Terra di Lebus e parte del Neumark a est dell'Oder. Inoltre consolidarono il ruolo del Brandeburgo all'interno del Sacro Romano Impero, ruolo evidenziato dal fatto che nel 1256 Ottone figurava tra i candidati al Regno di Germania. 
Entrambi fondarono molte città ed ebbero un ruolo fondamentale per lo sviluppo di Berlino. 

## Biografia

### Infanzia
La marca del Brandeburgo venne istituita nel 1157. Giovanni era discendente di Alberto l'Orso, primo margravio e già margravio del Nordmark. Suo padre era Alberto II, il quale apparteneva alla Casa d'Ascania, mentre sua madre era Matilda (Mechthild), figlia del margravio di Lusazia Corrado II. 
Poiché sia Giovanni sia Ottone erano ancora minorenni quando loro padre morì nel 1220, l'imperatore Federico II nominò reggente della Marca l'arcivescovo Alberto I di Magdeburgo. I due fratelli vennero affidati a Enrico I, Conte di Anhalt, cugino del loro padre. 
L'anno successivo la contessa Matilde acquistò la reggenza sul Brandeburgo e regnò congiuntamente a Enrico. L'arcivescovo si recò in Italia, dall'imperatore Federico, e riferì al duca Alberto I di Sassonia che il fratello Enrico aveva preso potere sul Brandeburgo. Alberto di Sassonia tornò in Germania e iniziò un conflitto contro il fratello, ma Federico II intervenne per riportare la pace.
Dopo che Matilda morì nel 1225 Giovanni e Ottone assunsero pienamente i poteri nel regno del Brandeburgo; Giovanni aveva dodici anni, mentre Ottone solo dieci. Ricevettero l'investitura a cavaliere l'11 maggio 1231, anno in cui solitamente si fa iniziare il loro governo.

### Politica interna
Dopo la morte di Enrico Brunswick-Lüneburg (1227) i fratelli sostennero suo nipote, nonché loro cognato, Ottone il Fanciullo. Due anni dopo (1229) ingaggiarono un conflitto con l'arcivescovo reggente Alberto, ma poco dopo la disputa venne risolta pacificamente. Nel 1235 parteciparono alla Dieta di Magonza.
In seguito al conflitto per il trono tra Corrado IV Hohenstaufen ed Enrico Raspe, i due fratelli riconobbero Guglielmo II d'Olanda come re di Germania. Alla successiva elezione regia del 1257, i due principi votarono per Alfonso X di Castiglia, dimostrando con il proprio voto l'importanza che il Brandeburgo andava assumendo. Quando infatti Giovanni e Ottone salirono al potere, il Brandeburgo era considerato una piccola e insignificante signoria posta ai confini orientali dell'Impero. Ma con al Bolla d'oro del 1356 i Margravi ottennero il privilegio di eleggere il Re dei Romani e la carica ereditaria di Ciambellani Imperiali. 

## Eredità e discendenza
Il governo congiunto terminò nel 1258 con la divisione del territorio. Giovanni I ricevette Stendal e l'Altmark, Havelland e Uckermark, territorio che lasciò ai figli e ai discendenti fino al 1806. Il nuovo ramo che si formò viene definito Johanneische Linie, mentre quello che discende da Ottone Ottoneische Linie.
Si sposò con Sofia di Danimarca (1217–1247), figlia del re Valdemaro II di Danimarca e di Berengaria del Portogallo. Essi ebbero:
- Giovanni II, Margravio di Brandeburgo-Stendal, (1237(?)–1281), margravio di Brandenburgo come co-governante
- Ottone IV, Margravio di Brandeburgo-Stendal (1238 circa–1308), margravio di Brandenburgo.
- Corrado, Margravio di Brandeburgo-Stendal (1240 circa–1304), margravio di Brandenburgo come co-governante, padre di Valdemaro
- Eric, Arcivescovo di Magdeburgo dal 1283 al 1295.
- Elena del Brandeburgo (1241 o 1242-1304), che sposò nel 1258 il margravio Teodorico di Landsberg (1242–1285)
- Ermanno del Bradenburgo († 1291 forse)

Nel 1255 Giovanni sposò Brigitta o Jutta di Sassonia, figlia di Alberto I di Sassonia e di Agnese di Turingia (1206–1226). Essi ebbero:
- Agnese di Brandeburgo (1257-1304) che sposò nel 1273 il re Eric V di Danimarca (1249–1286), e in seconde nozze nel 1293 Gerardo II, conte di Holstein-Plön (1254–1312)
- Enrico I del Brandenburgo "Senza Terra" (1256–1318), margravio di Brandenburgo e di Landsberg.
- Matilda di Brandenburgo († prima del 1309), che sposò Boghislao IV di Pomerania (1258–1309)
- Alberto di Brandenburgo (1258 circa–1290)

## Ascendenza
|                            |                     |                            | Genitori                    |  |  | Nonni |  |  | Bisnonni                 |  |  | Trisnonni             |  |
|                            |                     |                            |                             |  |  |       |  |  | Alberto I di Brandeburgo |  |  | Ottone di Ballenstedt |  |
|                            |                     |                            |                             |  |  |       |  |  | Alberto I di Brandeburgo |  |  | Ottone di Ballenstedt |  |
|                            |                     | Eilika Billung di Sassonia |                             |  |  |       |  |  | Alberto I di Brandeburgo |  |  |                       |  |
| Ottone I di Brandeburgo    |                     |                            |                             |  |  |       |  |  | Alberto I di Brandeburgo |  |  |                       |  |
|                            |                     | Sofia di Winzenburg        | Ermanno I di Winzenburg     |  |  |       |  |  |                          |  |  |                       |  |
|                            |                     | Sofia di Winzenburg        | Ermanno I di Winzenburg     |  |  |       |  |  |                          |  |  |                       |  |
|                            |                     | Sofia di Winzenburg        | …                           |  |  |       |  |  |                          |  |  |                       |  |
| Alberto II di Brandeburgo  |                     | Sofia di Winzenburg        |                             |  |  |       |  |  |                          |  |  |                       |  |
|                            |                     | Boleslao III di Polonia    | Ladislao Herman di Polonia  |  |  |       |  |  |                          |  |  |                       |  |
|                            |                     | Boleslao III di Polonia    | Ladislao Herman di Polonia  |  |  |       |  |  |                          |  |  |                       |  |
|                            |                     | Boleslao III di Polonia    | Giuditta di Boemia          |  |  |       |  |  |                          |  |  |                       |  |
| Giuditta di Polonia        |                     | Boleslao III di Polonia    |                             |  |  |       |  |  |                          |  |  |                       |  |
|                            |                     | Salomea di Berg            | Enrico di Berg              |  |  |       |  |  |                          |  |  |                       |  |
|                            |                     | Salomea di Berg            | Enrico di Berg              |  |  |       |  |  |                          |  |  |                       |  |
|                            |                     | Salomea di Berg            | Adelaide di Mochental       |  |  |       |  |  |                          |  |  |                       |  |
| Giovanni I del Brandeburgo |                     | Salomea di Berg            |                             |  |  |       |  |  |                          |  |  |                       |  |
|                            | Dedi III di Lusazia | Corrado di Meißen          |                             |  |  |       |  |  |                          |  |  |                       |  |
|                            | Dedi III di Lusazia | Corrado di Meißen          |                             |  |  |       |  |  |                          |  |  |                       |  |
|                            | Dedi III di Lusazia | Luitgarda di Ravenstein    |                             |  |  |       |  |  |                          |  |  |                       |  |
| Corrado II di Lusazia      | Dedi III di Lusazia |                            |                             |  |  |       |  |  |                          |  |  |                       |  |
|                            |                     | Matilde di Heinsberg       | Goswin II de Heinsberg      |  |  |       |  |  |                          |  |  |                       |  |
|                            |                     | Matilde di Heinsberg       | Goswin II de Heinsberg      |  |  |       |  |  |                          |  |  |                       |  |
|                            |                     | Matilde di Heinsberg       | Adelheid di Sommerschenburg |  |  |       |  |  |                          |  |  |                       |  |
| Matilda di Lusazia         |                     | Matilde di Heinsberg       |                             |  |  |       |  |  |                          |  |  |                       |  |
|                            |                     | Miecislao III di Polonia   | Boleslao III di Polonia     |  |  |       |  |  |                          |  |  |                       |  |
|                            |                     | Miecislao III di Polonia   | Boleslao III di Polonia     |  |  |       |  |  |                          |  |  |                       |  |
|                            |                     | Miecislao III di Polonia   | Salomea di Berg             |  |  |       |  |  |                          |  |  |                       |  |
| Elzbieta di Polonia        |                     | Miecislao III di Polonia   |                             |  |  |       |  |  |                          |  |  |                       |  |
|                            |                     | Elisabetta d'Ungheria      | Béla II d'Ungheria          |  |  |       |  |  |                          |  |  |                       |  |
|                            |                     | Elisabetta d'Ungheria      | Béla II d'Ungheria          |  |  |       |  |  |                          |  |  |                       |  |
|                            |                     | Elisabetta d'Ungheria      | Elena di Rascia             |  |  |       |  |  |                          |  |  |                       |  |
|                            |                     | Elisabetta d'Ungheria      |                             |  |  |       |  |  |                          |  |  |                       |  |